# Queensland Academy for Science, Mathematics and Technology
 (décembre 2022).
La mise en forme du texte ne suit pas les recommandations de Wikipédia : il faut le « wikifier ».
Les points d'amélioration suivants sont les cas les plus fréquents. Le détail des points à revoir est peut-être précisé sur la page de discussion.
- Les titres sont pré-formatés par le logiciel. Ils ne sont ni en capitales, ni en gras.
- Le texte ne doit pas être écrit en capitales (les noms de famille non plus), ni en gras, ni en italique, ni en « petit »…
- Le gras n'est utilisé que pour surligner le titre de l'article dans l'introduction, une seule fois.
- L'italique est rarement utilisé : mots en langue étrangère, titres d'œuvres, noms de bateaux, etc.
- Les citations ne sont pas en italique mais en corps de texte normal. Elles sont entourées par des guillemets français : « et ».
- Les listes à puces sont à éviter, des paragraphes rédigés étant largement préférés. Les tableaux sont à réserver à la présentation de données structurées (résultats, etc.).
- Les appels de note de bas de page (petits chiffres en exposant, introduits par l'outil «  Source ») sont à placer entre la fin de phrase et le point final[comme ça].
- Les liens internes (vers d'autres articles de Wikipédia) sont à choisir avec parcimonie. Créez des liens vers des articles approfondissant le sujet. Les termes génériques sans rapport avec le sujet sont à éviter, ainsi que les répétitions de liens vers un même terme.
- Les liens externes sont à placer uniquement dans une section « Liens externes », à la fin de l'article. Ces liens sont à choisir avec parcimonie suivant les règles définies. Si un lien sert de source à l'article, son insertion dans le texte est à faire par les notes de bas de page.
- La présentation des références doit suivre les conventions bibliographiques. Il est recommandé d'utiliser les modèles {{Ouvrage}}, {{Chapitre}}, {{Article}}, {{Lien web}} et/ou {{Bibliographie}}. Le mode d'édition visuel peut mettre en forme automatiquement les références.
- Insérer une infobox (cadre d'informations à droite) n'est pas obligatoire pour parachever la mise en page.

Pour une aide détaillée, merci de consulter Aide:Wikification.
Si vous pensez que ces points ont été résolus, vous pouvez retirer ce bandeau et améliorer la mise en forme d'un autre article.
La Queensland Academy for Science, Mathematics and Technology (en français : Académie du Queensland des Sciences, des Mathématiques et de la Technologie), souvent abrégé en QASMT ou SMT, est une école sélective du Queensland, en Australie, développée en partenariat avec l'Université du Queensland. QASMT propose le Programme du Diplôme du Baccalauréat International aux élèves des années 11 et 12, ainsi que le programme d'éducation intermédiaire du baccalauréat international aux élèves de la 7e à la 10e année. L'établissement obtient régulièrement des performances scolaires supérieures à la moyenne mondiale de l'IB et est l'école la plus performante du Queensland sur la base des équivalents OP1 et des taux d'acceptation dans l'enseignement supérieur.
En 2016, Better Education classe la QASMT comme l'école la plus performante de l'État du Queensland.

## Histoire
La création des écoles Queensland Academies (Académies du Queensland) a été annoncée le 17 avril 2005 par le Premier Ministre Peter Beattie dans le cadre de la Smart State Strategy du Gouvernement du Queensland - une politique conçue pour favoriser la connaissance, la créativité et l'innovation au sein du Queensland. QASMT est ainsi ouverte le janvier 2007, en partenariat avec l'Université du Queensland. Comme l'indique son nom, cette Académie intègre un accent particulier sur les sciences et les mathématiques dans sa structure pédagogique. Le site occupé par QASMT est celui de l'ancien Toowong College ; cet emplacement a été choisi «pour profiter de ses liens, à la fois éducatifs et géographiques, étroits avec l'Université du Queensland».
Le site était à l'origine occupé par la maison connue sous le nom d'Ormlie (et plus tard sous le nom d'Easton Gray) qui appartenait à Sir Arthur Hunter Palmer, ancien Premier Ministre du Queensland, et par la suite à son beau-frère Hugh Mosman. Easton Gray a été vendu en 1944 pour la construction de Toowong State High School, plus tard Toowong College.
Les premiers étudiants ont obtenu leurs diplômes en 2008[réf. nécessaire].. Deux autres académies de l'ensemble Queensland Academies ont été créées (avec des liens étroits avec QASMT). En 2007, la Queensland Academy for Creative Industries, abrégée en QACI (en français : Académie du Queensland d'Industries Créative), a été créée en partenariat avec la Queensland University of Technology. Cette école enseigne un programme scolaire concentré sur les médias, le cinéma, le design, la technologie, la musique, les arts du théâtre et les arts visuels. En 2008, la troisième Queensland Academy, l'Académie du Queensland des sciences de la santé (QAHS), est inaugurée en partenariat avec l'Université Griffith, cette fois-ci avec un accent sur la médecine, l'odontologie, la physiothérapie, l'optométrie et la recherche médicale[réf. nécessaire].
En 2019, la QASMT lance son Programme d’Éducation Intermédiaire, qui vise à intégrer les étudiants de la 7e année au sein de l'école. Ce programme s'est achevé en 2021. Pour approprier le site aux nouveaux étudiants, QASMT a été élargi dans une approche à 2 tranches[réf. nécessaire]. La première tranche s'achève en janvier 2019 pour accueillir lesdites élèves de la 7e année. Cette tranche comprenait la rénovation des bâtiments existants et l'installation de logements préfabriqués en attendant la deuxième tranche[réf. nécessaire]. La deuxième tranche intègre des nouvelles infrastructures pour accueillir les élèves des années 8 et 9 de l'école. Les travaux conduisant à l'achèvement de cette tranche ont commencé en février 2019 et prévoient la construction d'un nouveau centre d'apprentissage au nord du Queensland, le Northern Learning Centre, et une nouvelle Queensland Academy, l'Académie de la Technologie, de l'Ingénierie et des Mathématiques (anglais : Science Technology Engineering and Mathematics, abrégée en STEM), à l'est du Queensland. La construction du STEM s'est achevée en décembre 2019. Les travaux restants de la deuxième tranche, y compris le Northern Learning Centre, ont été achevés à la mi-2020.

## Uniforme scolaire
L'uniforme scolaire de QASMT intègre les couleurs blanc, anthracite, rouge et bleu marine. L'uniforme masculin se compose d'un pantalon long gris anthracite ou d'un short gris anthracite, d'une chemise blanche avec l'emblème de l'école et d'une cravate gris anthracite (seniors) ou bleu marine (juniors) avec de fines rayures rouges et blanches, et l'emblème de l'école. L'uniforme féminin se compose d'une jupe anthracite ou d'un pantalon long gris anthracite, d'un chemisier blanc avec l'emblème de l'école et d'une écharpe rayée anthracite, rouge et grise, nouée autour du col. L'uniforme neutre se compose d'un pantalon long gris anthracite, d'une chemise blanche avec l'emblème de l'école et d'une cravate grise anthracite à fines rayures rouges et blanches.
Pendant les mois d'hiver des trimestres 2 et 3, tous les élèves doivent porter un blazer en se rendant à l'école et en quittant l'école. Les années 7, 8 et 9 ont un blazer rouge et les années 10, 11 et 12 ont un blazer anthracite, tous deux ornés de tous les badges qu'un élève a obtenu au cours de son apprentissage en QASMT et de l'emblème de l'école imprimé sur la poche. Ils ne sont pas requis pendant l'été (trimestres 1 et 4), sauf pour les évènements formels. Un uniforme de sport active wear composé d'un t-shirt blanc avec des éléments rouges ou bleu marine et un short rouge pour les années 7 à 9 ou un short bleu marine pour les années 10 à 12 peut-être porté chaque vendredi ou pendant les cours de sport.

## Principaux
- Stephen Loggie (2007-2009)
- Kath Kayrouz (2010-2013)
- Judy Neilson (2014)
- Kath Kayrooz (depuis 2015)

## Structures et activités

### Résultats académiques
En 2021 :
- 9 étudiants ont reçu un score IB parfait de 45
- 19 étudiants ont reçu un score IB de 44
- 92 élèves ont obtenu un score IB de 40 ou plus

### Installations
- Bâtiment STEM
- Laboratoires scientifiques au standards universitaires
- Campus connecté
- Gymnase moderne
- Réfectoire
- Amphithéâtre de 300 sièges
- Observatoire astronomique

### Activités extra-scolaires
QASMT offre une variété d'activités extra-scolaires.
- Activités sportives (pour un maximum d'une heure par semaine, hormis les compétitions inter-scolaires) : cricket (Champions de l'Ouest métropolitain en 2019), football, tennis, tennis de table, basket-ball, ultimate, jeux de boules, rugby, Aviron ;
- Bénévolat et travail communautaire : LEO's Club, Social Media for the Elderly ;
- Compétitions : United Nations Youth Summits and Competitions, plusieurs compétitions mathématiques pour les étudiants de secondaire, RoboCup Junior, FIRST LEGO League, FIRST Tech Challenge, Optiminds, Brain Bee Challenge, Future Problem Solvers, OzClo, et Bring It On ;
- Activités créatives : orchestre à cordes, orchestre contemporain, groupe de jazz, quêtes de talents, Creative Generations, comédie musicale de l'école, chorale, camp de musique, et expositions artistique ;
- Autres : cours particuliers, robotique, ambassadeurs scientifiques, club d'informatique avancée, conférences offertes par l'Université du Queensland et l'Université de technologie du Queensland, collaboration avec plusieurs autres universités (Griffith University, QIMR, etc.)[réf. nécessaire], astronomie, jeux d'échecs...

La plupart de ces activités contribuent aux demandes du CAS de l'IB.